# Santa Maria di Canepanova
Santa Maria di Canepanova est une église de Pavie, en Italie du Nord. Elle date du début du XVIe siècle.

## Historique
Les travaux de construction de l'église commencèrent en 1500 et la première partie fut achevée en 1507. Le projet de construction est antérieur s'il est vrai qu'en 1492 fut fondée la Confrérie de Santa Maria Immacolata di Canepanova, chargée de réunir les fonds nécessaires pour la construction de l'église. Les travaux ont été réalisés sous la direction de Giovanni Antonio Amadeo (bien que selon certains érudits le projet de l'église soit de Bramante). À l'endroit où l'église a été construite, il y avait une maison de la noble famille Canepanova, sur un mur de cette maison une Vierge infirmière a été peinte à fresque et, vers 1492, plusieurs miracles ont été attribués à la fresque et il a donc été décidé de l'incorporer dans la nouvelle église. Les travaux de construction ont été interrompus pendant les périodes de guerre, ne s'achevant qu'au XVIe siècle avec l'arrivée en 1557 des pères Barnabites, qui ont achevé la construction avec l'érection du dôme. L'église a été consacrée en 1564 par le cardinal Ippolito de 'Rossi. Depuis 1915, l'église est confiée aux frères franciscains.

## Description

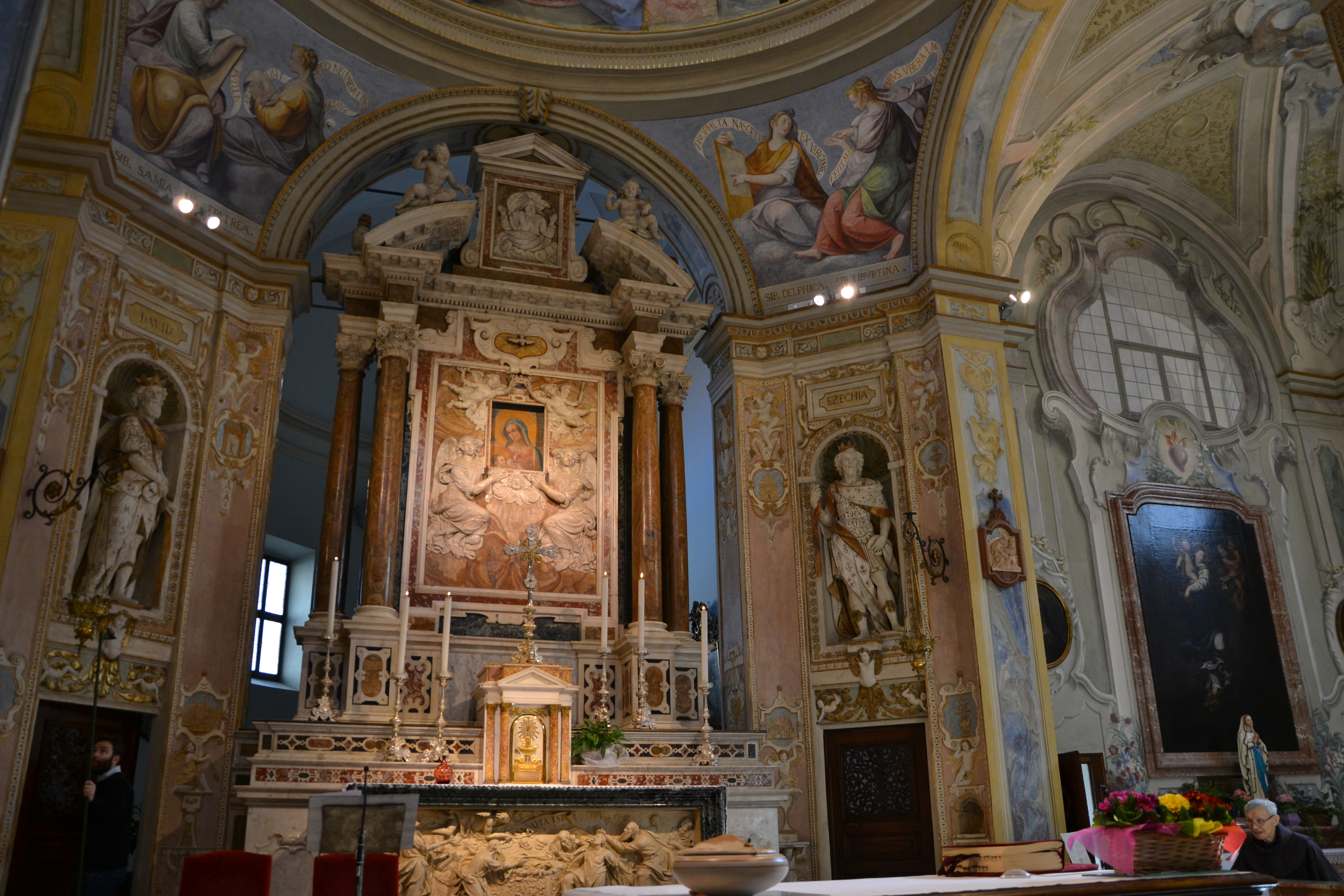
L'autel principal.

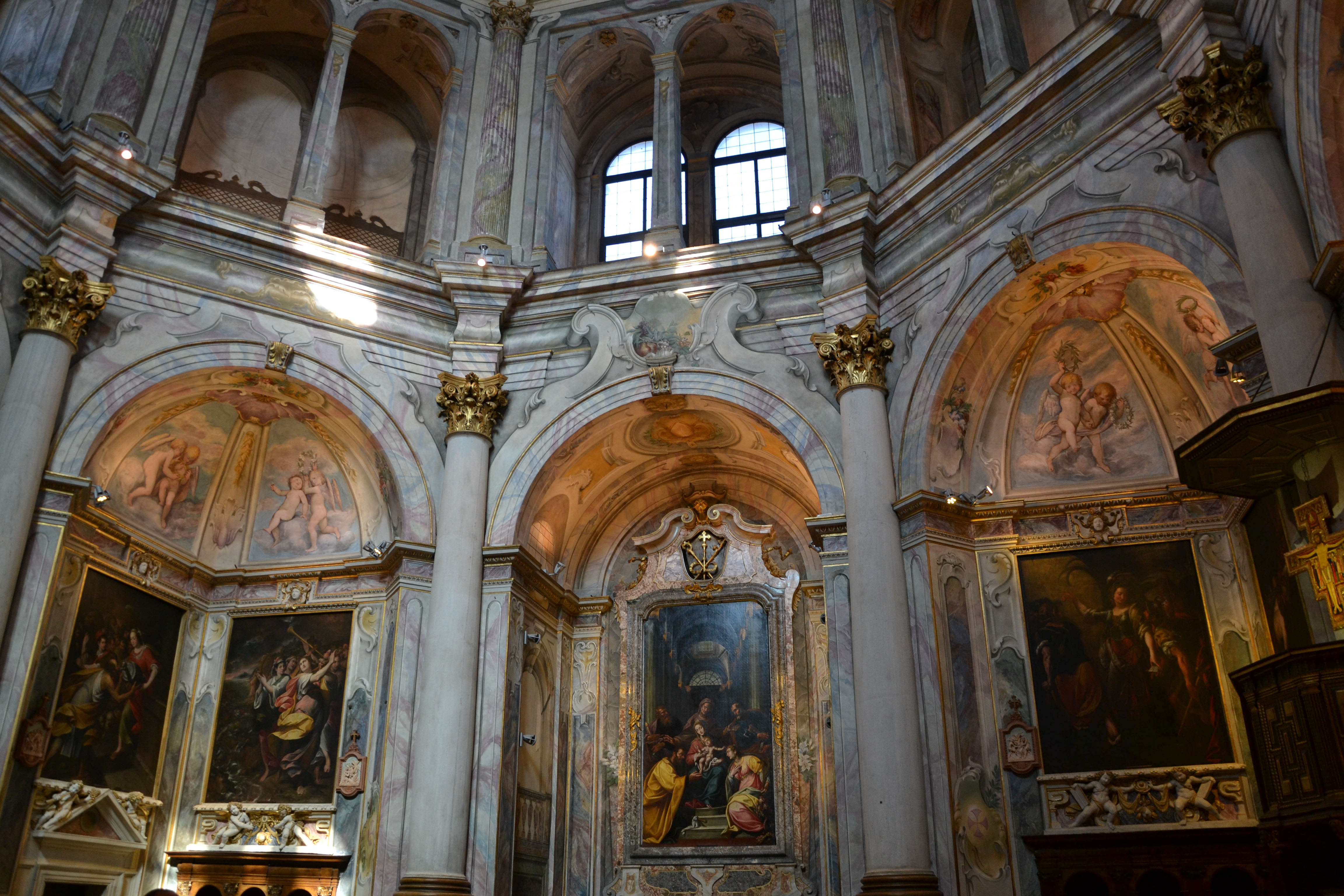
L'intérieur.

L'église est divisée en un volume cubique de plan carré, sur lequel reposent une coupole octogonale et quatre petits clochers aux angles. A l'intérieur, l'espace plan central est généré par les huit côtés du dôme projetés dans le périmètre carré de l'église ; la figure ainsi inscrite crée une succession de niches pour chacune des faces de l'octogone. La façade est inachevée et est plâtrée dans la partie inférieure. Dans la partie sud, il y a une décoration très particulière de formes circulaires tangentes les unes aux autres, entourées d'un cadre en terre cuite. La décoration intérieure a été réalisée au début du XVIIe siècle par d'importants peintres de l'école baroque. La salle centrale a une forme carrée, sur laquelle une division octogonale est insérée dans la partie supérieure qui suit celle du dôme. Le presbytère a été construit à partir de 1564. Dans les voiles dans lesquelles est fixée la deuxième coupole qui couvre l'autel principal, huit sibylles disposées par paires, peintes par Guglielmo Caccia, sont représentées. A côté du presbytère se trouvent deux chapelles. A gauche la chapelle du Crucifix qui abrite, dans une niche du mur est, l'ensemble en bois du Crucifix apporté en dot par la confrérie de Saint Sébastien. Sur le mur nord, il y a la toile de la Résurrection de Pietro Maggi, et sur le mur ouest une autre toile avec l'Assomption de la Vierge. A droite du presbytère se trouve la chapelle de l'Immaculée Conception. Sur le mur est se trouve la toile avec L'Immaculée Conception de Bernardino Ciceri. Ci-contre, en revanche, la toile avec le Couronnement de la Vierge. Dans l'épais mur qui sépare la salle du presbytère, en deux petites pièces, sont placées : à gauche la toile représentant saint Charles Borromée en robe d'évêque à droite, devant, la toile avec saint Alexandre Sauli, les deux toiles ont été faites par Guglielmo Caccia en 1614.

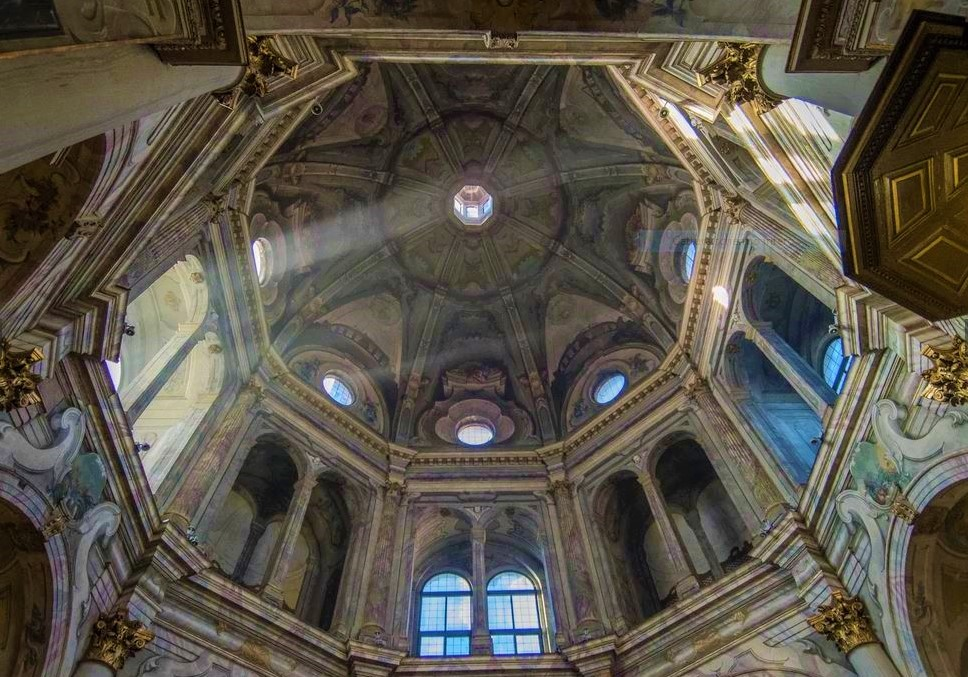
Le dôme.

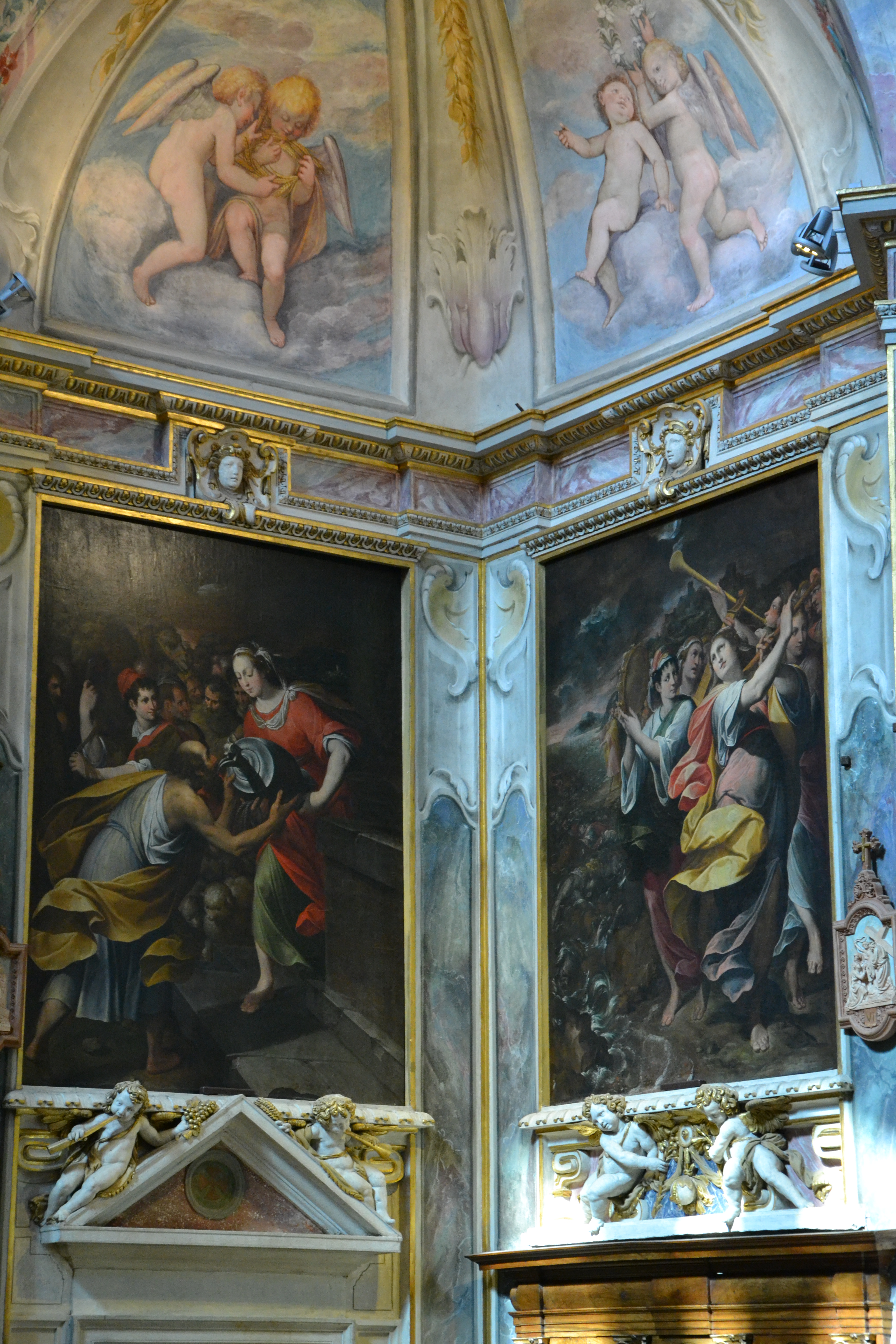
Toiles de Camillo Procaccini.

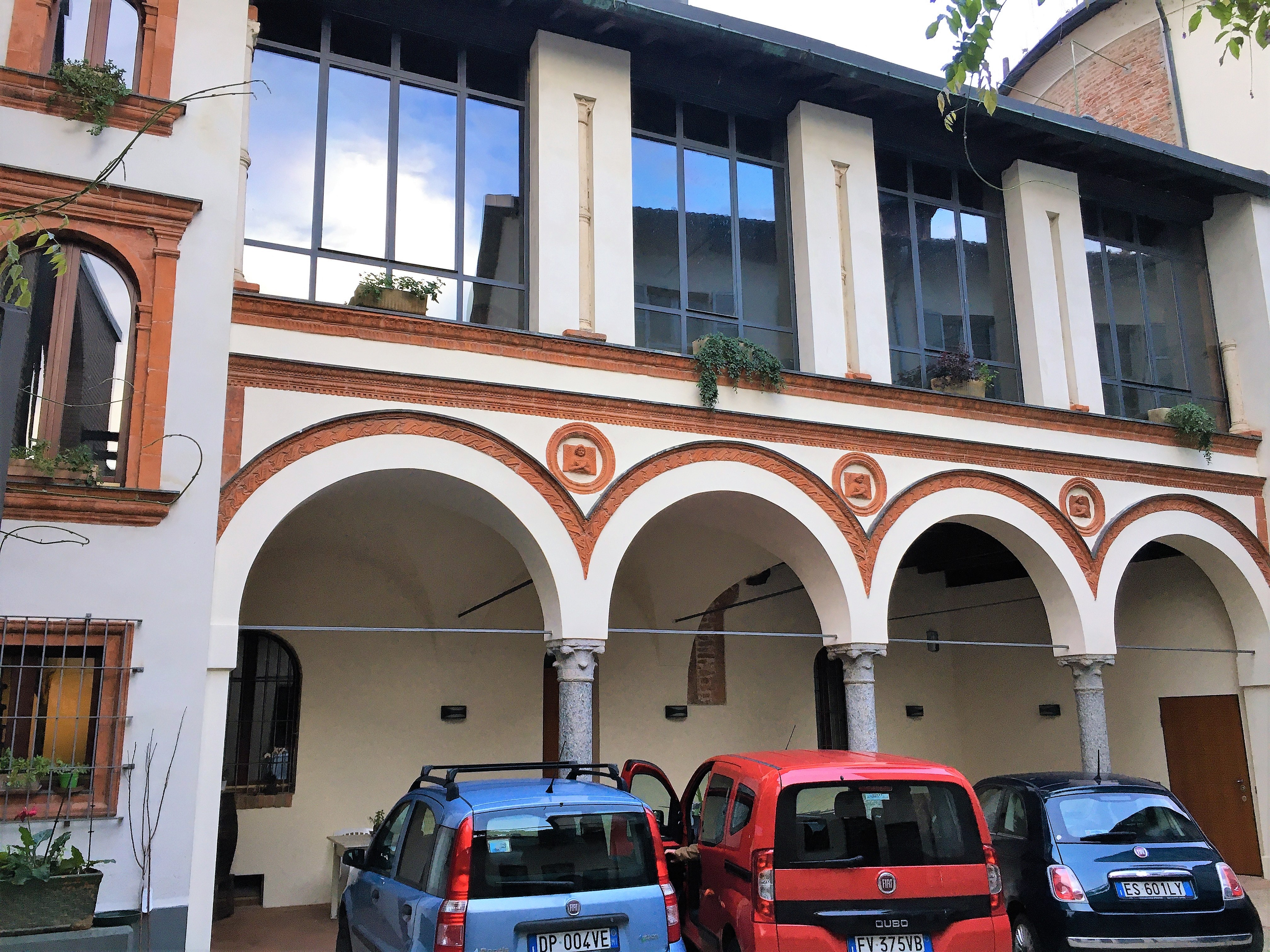
Le cloître, 1460- 1480.

Dans les murs latéraux de la salle se trouvent deux chapelles, à gauche celle de Sainte Anne et à droite celle de Saint Joseph. Aux quatre coins, les grandes toiles du cycle des héroïnes bibliques sont exposées par paires. Sur l'autel de la chapelle de Sainte Anne se trouve la toile attribuée à Gianbattista Tassinari, peintre de Pavie du début du XVIIe siècle. Le tableau représente la Vierge à l'Enfant et, derrière elle debout, sa mère Sainte Anne avec Saint Pierre et Saint Paul de chaque côté, qui est aussi le saint patron des Barnabites. Devant la Vierge agenouillée se trouvent les portraits de saint Jacques et de sainte Marguerite d'Antioche. À l'origine, les nobles Pavese Jacopo Menocchio et son neveu Enrico ont été enterrés dans la chapelle, comme en témoignent les inscriptions murales sur les murs latéraux. À l'origine, la chapelle était dédiée à saint Alexandre Sauli à l'occasion de sa béatification, comme en témoigne la mitre de l'évêque peinte sur la voûte. Le tableau représentant la sainte est déplacé dans la sacristie avec l'avènement des franciscains, tandis que la chapelle est de nouveau dédiée à sainte Anne. Sur l'autel de la chapelle Saint-Joseph se trouve la toile de Simone Peterzano représentant la Nativité avec la Sainte Famille : il y a des figures de saints et d'autres figures adoratrices (à droite Saint Antoine de Padoue). Aux angles de la salle se trouve un cycle de huit toiles représentant des héroïnes bibliques. Le cycle entend présenter, à travers les événements des personnages féminins de l'Ancien Testament, les vertus typiques de la Madone. Les toiles ont été peintes dans le premier quart du XVIIe siècle par quatre peintres différents : Camillo Procaccini, Giulio Cesare Procaccini, Alessandro Tiarini et Guglielmo Caccia. Sous chaque toile se trouve un cadre soutenu par deux anges/chérubins qui adoptent des postures différentes. Derrière le chœur de l'église, à l'est de celle-ci, un petit bâtiment avec un portique dans la partie inférieure et ouvert au-dessus sur une loggia est encore conservé. La structure est antérieure à l'église et, à l'origine, au petit monastère des Convertites (incorporé plus tard à l'église). Le bâtiment est divisé en deux ordres : le premier a un portique, couvert de voûtes d'ogives, a des colonnes et des chapiteaux de type gothique tardif en granit, tandis que plus haut il y a des figures d'anges à mi-corps, avec de grandes ailes et des mains entrelacées sur la poitrine. Le cloître est daté entre 1460 et 1480.